# 大埔運動場

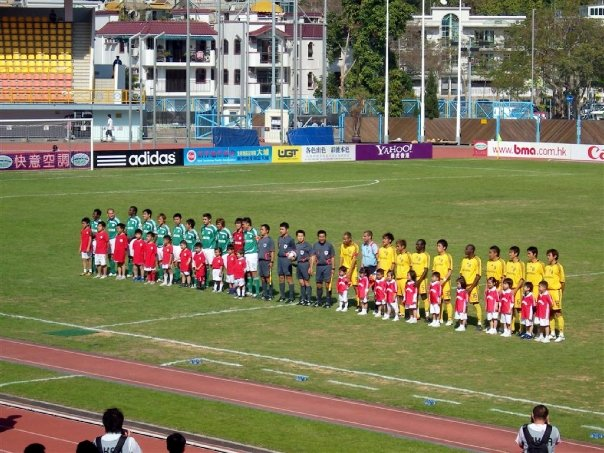
2008-09シーズンのリーグで和富大埔が天水囲ペガサスと対戦した時の様子

大埔運動場（タイポーうんどうじょう、中国語: 大埔運動場、英語: Tai Po Sports Ground）は、香港の新界にある多目的スタジアムである。

## 概要
1992年に設立された。収容人数は3,000人。主にサッカーの試合に用いられる。現在、香港ファーストディビジョンリーグに所属する和富大埔がホームスタジアムとして使用している。400m×8の陸上トラックの他、4面のスカッシュコートと6面の屋外テニスコートも完備している。

## 交通アクセス
香港MTR東鉄線の太和駅より徒歩約5分。

## ギャラリー

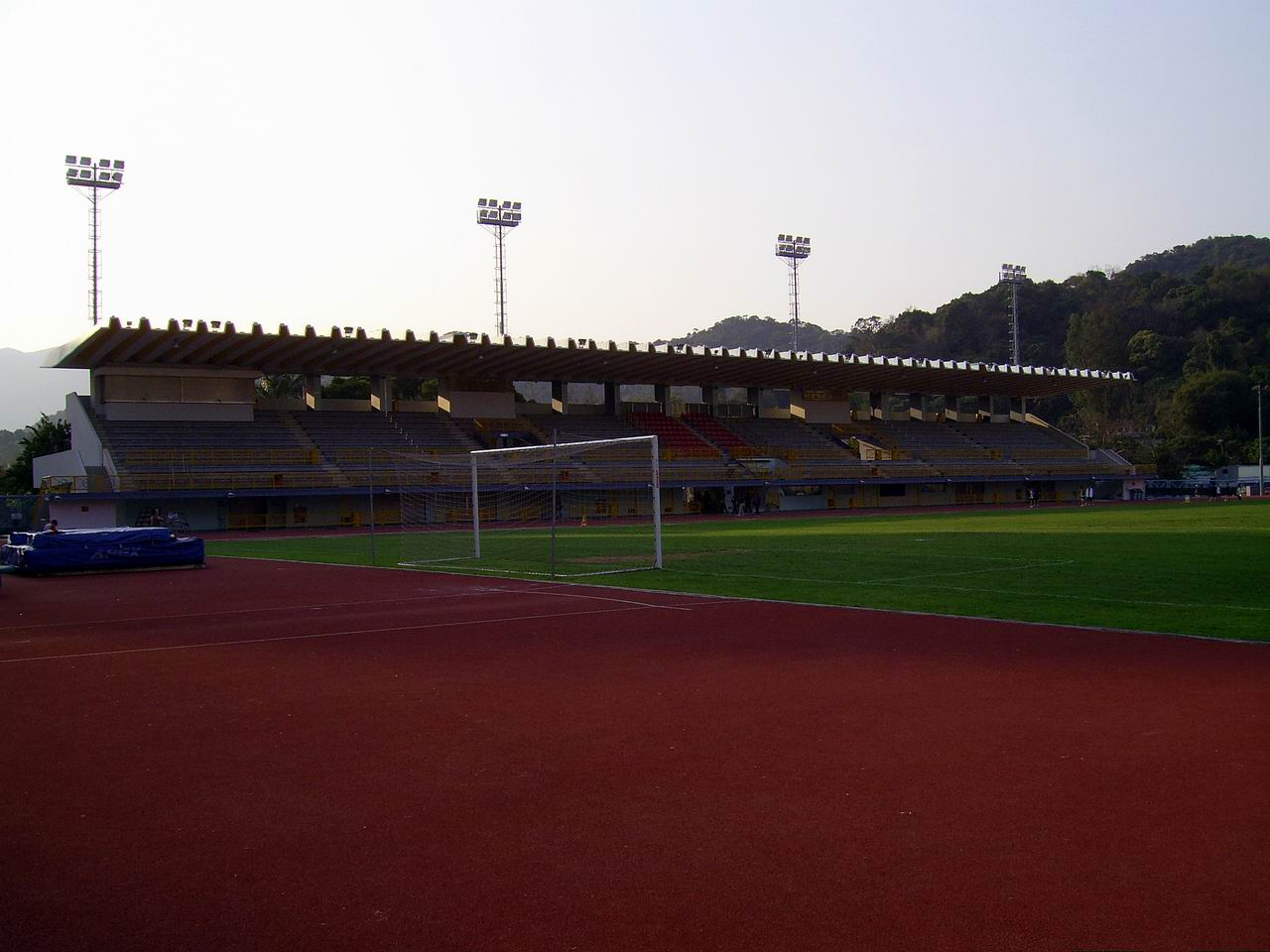
メインスタンド
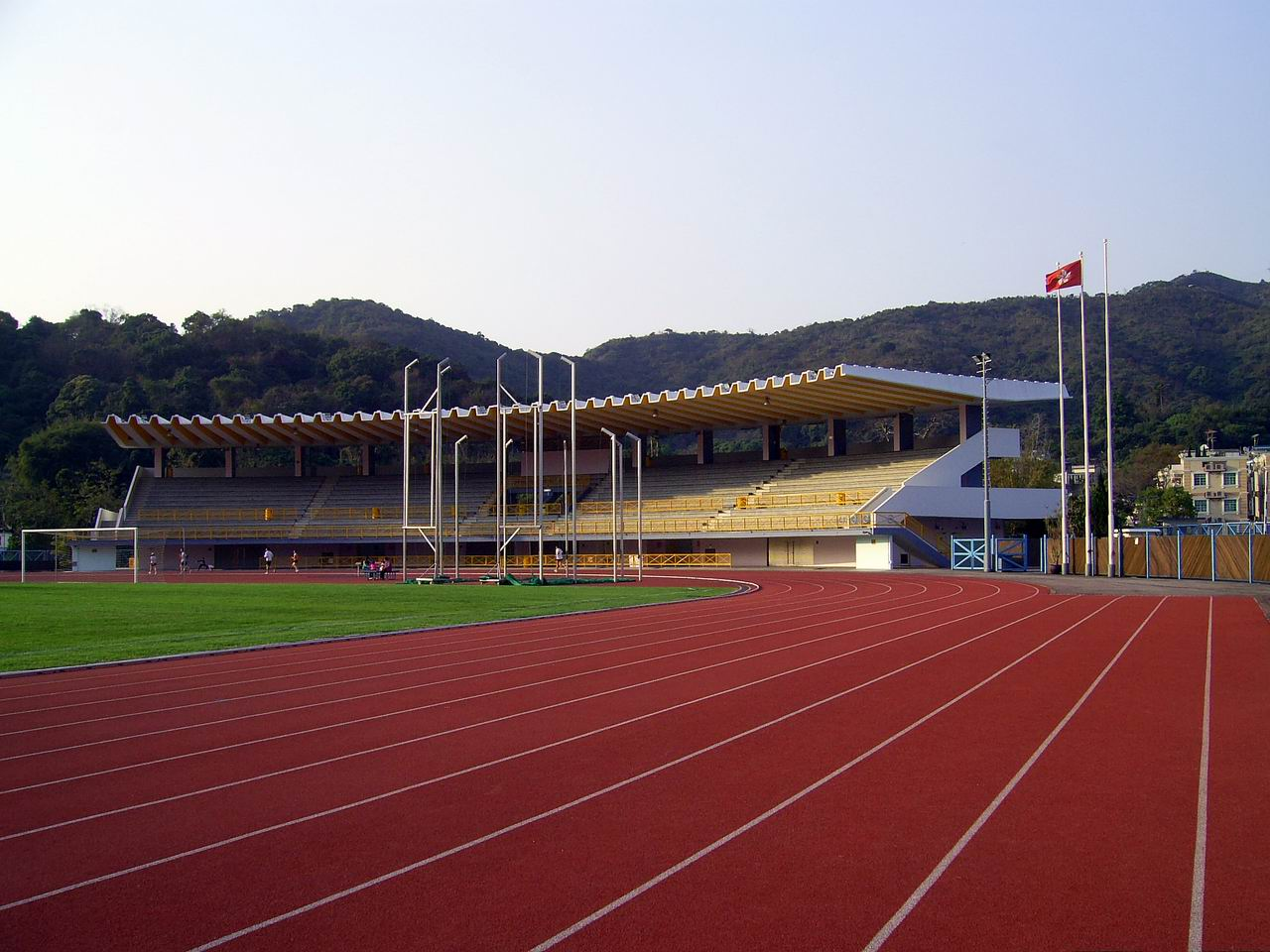
ゴール側から見たスタジアムの様子
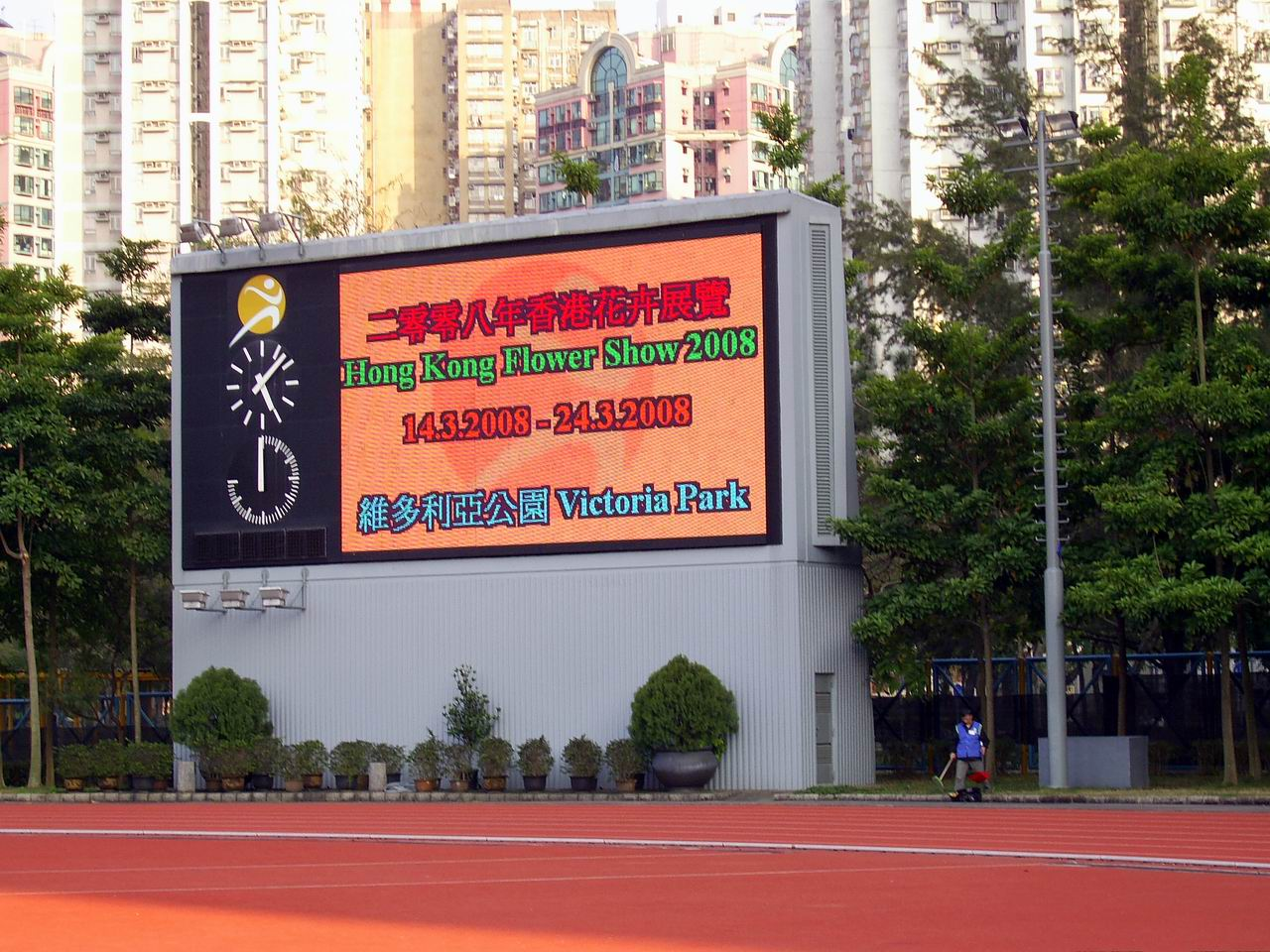
電光掲示板
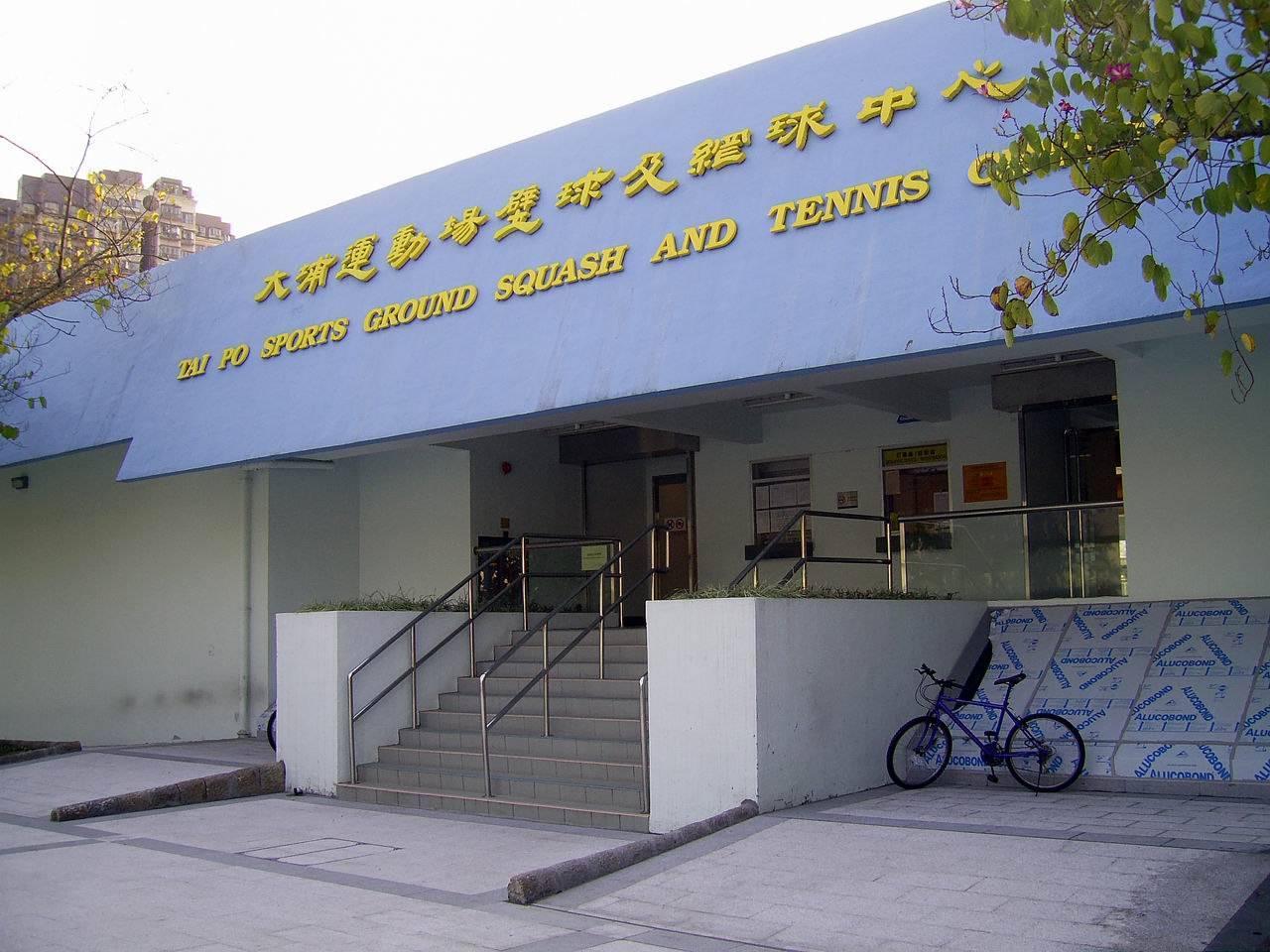
スタジアム内にあるスカッシュとテニス用の施設
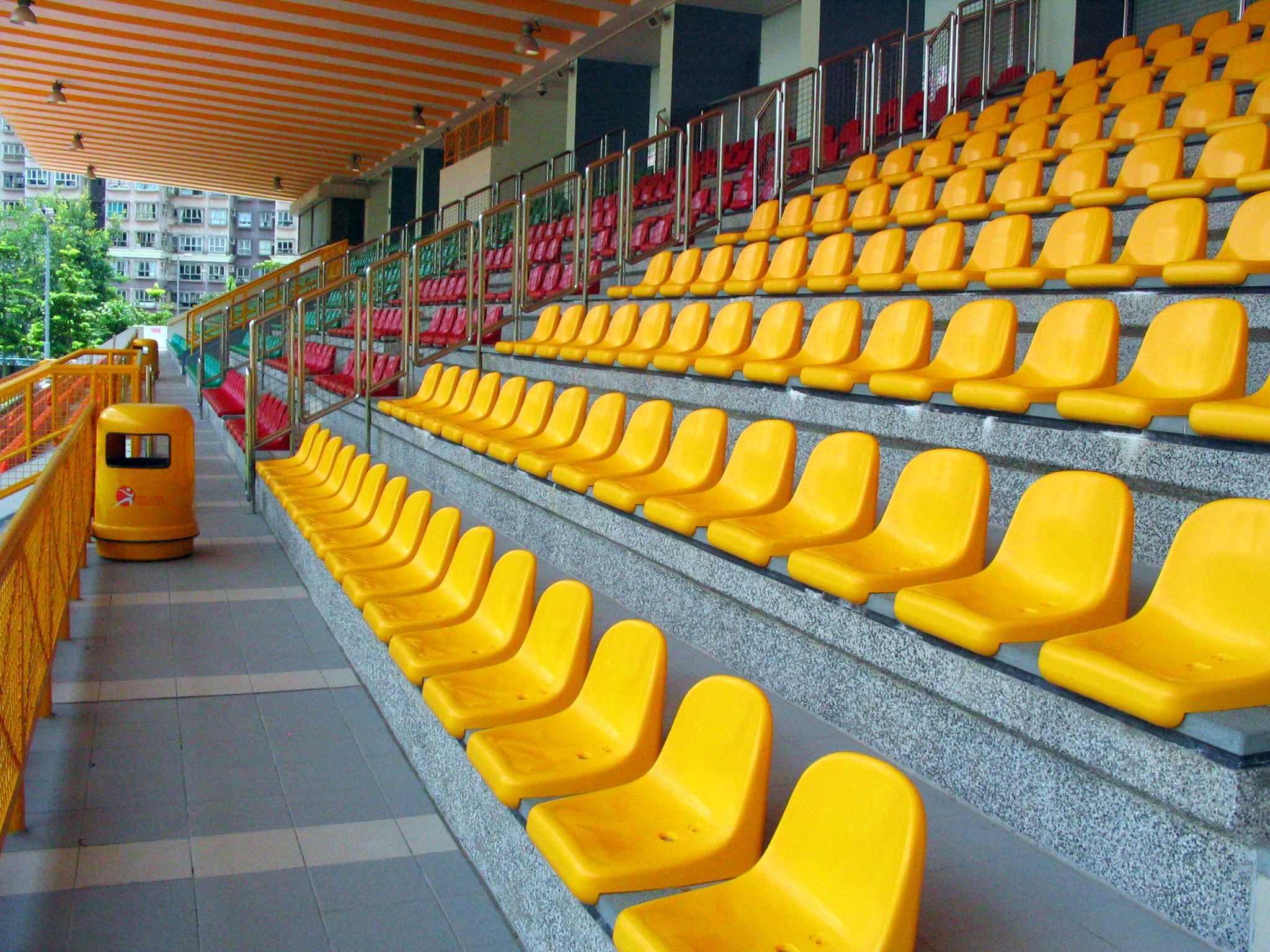
スタジアム内の座席
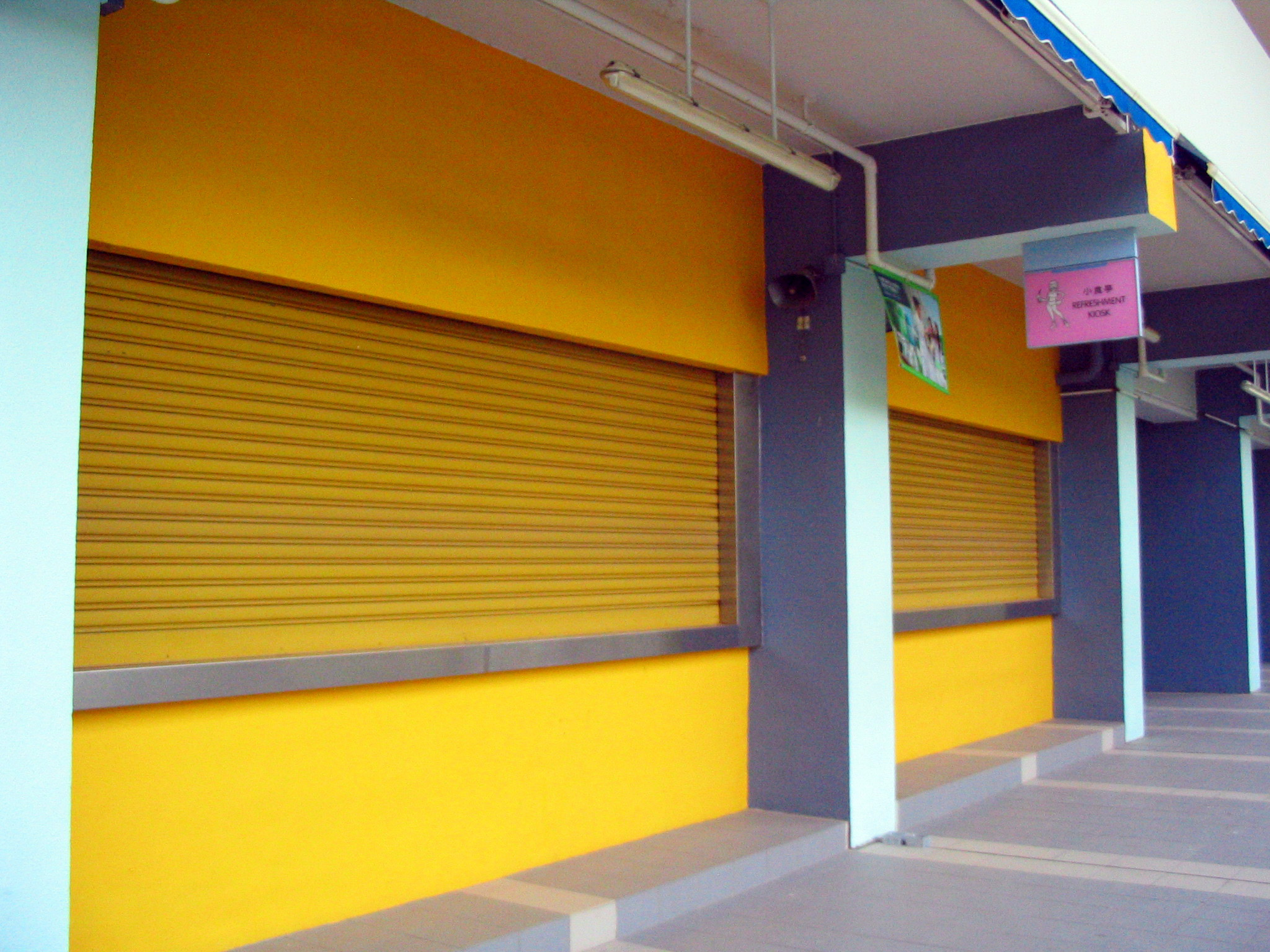
スタジアム内の売店